# Druschba (Kaliningrad)
Druschba (russisch Дрýжба, Družba; deutsch Allenburg, polnisch Alembork, litauisch Alna) ist eine Siedlung (bis 1945 Stadt) im Rajon Prawdinsk der russischen Oblast Kaliningrad. Sie gehört zur kommunalen Selbstverwaltungseinheit Stadtkreis Prawdinsk.

## Geographische Lage
Der Ort liegt in der historischen Region Ostpreußen, am Fluss Alle (Лава, Lawa, poln. Łyna) nahe der Einmündung der Abt (Omet) und des Masurischen Kanals, etwa 40 Kilometer südöstlich der Stadt Königsberg (Kaliningrad).

## Geschichte
Allenburg wurde 1256 erstmals erwähnt, als der Deutsche Ritterorden die Burg auf der östlichen Seite der Alle zu einer Vorburg mit Wallanlage als Wehranlage gegen die Litauer ausbaute. Bereits vier Jahre darauf zerstörten die Prußen die Burg, jedoch wurde 1272 nach deren Niederwerfung eine neue Burg errichtet.
Am 19. Oktober 1400 erhielt Allenburg die Stadtrechte nach Kulmer Recht von Konrad von Jungingen, dem Hochmeister des Deutschen Ritterordens. Die Stadt schloss sich dem Preußischen Bund an und wurde deswegen 1455 vom Deutschen Orden angegriffen, erobert und dabei teilweise zerstört.
Seit 1818 gehörte Allenburg zum Kreis Wehlau im Regierungsbezirk Königsberg in der Provinz Ostpreußen.
Um 1900 gab es in Allenburg eine evangelische Kirche, ein Damenstift, ein Rettungshaus und eine Dampfmühle, um 1925 ein Amtsgericht, Sägewerke, Molkereien sowie vier Pferde- und Viehmärkte, und es bestand eine Motorbootverbindung mit Königsberg.
Im Ersten Weltkrieg wurde die Stadt im August 1914 von der russischen Armee erobert und dabei stark zerstört. Auch die Stadtkirche wurde in Mitleidenschaft gezogen. Nach Kriegsende erfolgte Anfang der 1920er Jahre der allgemeine Wiederaufbau der Stadt. Sie gehörte bis 1945 zum Landkreis Wehlau im Regierungsbezirk Königsberg der preußischen Provinz Ostpreußen.
Nach dem Zweiten Weltkrieg kam die Stadt 1945 unter sowjetische Verwaltung und wurde 1947 in Druschba (deutsch: Freundschaft) umbenannt. Gleichzeitig wurde der Ort Sitz eines Dorfsowjets im Rajon Prawdinsk. Die nach der Flucht verbliebenen deutschen Einwohner wurden bis 1948 ausgesiedelt und durch Neusiedler aus verschiedenen Teilen der Sowjetunion ersetzt. Nach dem Verlust des Hinterlandes und der meisten Verkehrsverbindungen durch die sowjetisch-polnische Grenzziehung mitten durch Ostpreußen sowie dem Verlust der Stadtrechte hat der Ort seit 1945 stark an Bedeutung verloren, und es stehen nur noch relativ wenige Häuser. Im Rahmen der kommunalen Selbstverwaltung wurde Druschba im Jahr 2004 in die städtische Gemeinde Prawdinskoje gorodskoje posselenije eingegliedert.

### Demographie
Im Jahr 1711 wütete in Preußen die Große Pest, und in der Stadt sollen nur elf Einwohner überlebt haben.
| Jahr | Einwohner | Anmerkungen                                                                     |
| ---- | --------- | ------------------------------------------------------------------------------- |
| 1768 | 1138      | [ 6 ]                                                                           |
| 1782 | 1379      | in 179 Haushaltungen, ohne die aus einer Schwadron Dragoner bestehende Garnison |
| 1798 | 1321      | [ 6 ]                                                                           |
| 1802 | 1353      | [ 8 ]                                                                           |
| 1810 | 1250      | [ 6 ] [ 8 ]                                                                     |
| 1816 | 1399      | davon 1390 Evangelische, sieben Katholiken und zwei Juden                       |
| 1821 | 1423      | in 182 Privatwohnhäusern                                                        |
| 1831 | 1654      | [ 6 ]                                                                           |
| 1840 | 1730      | [ 9 ]                                                                           |
| 1858 | 2252      | davon 2229 Evangelische, fünf Katholiken und 18 Juden                           |
| 1875 | 2090      | [ 11 ]                                                                          |
| 1880 | 2107      | [ 11 ]                                                                          |
| 1885 | 1958      | [ 11 ]                                                                          |
| 1900 | 1750      | meist Evangelische                                                              |
| 1910 | 1697      | [ 12 ]                                                                          |
| 1925 | 1730      | meist Evangelische                                                              |
| 1933 | 2082      | [ 11 ]                                                                          |
| 1939 | 2692      | [ 11 ]                                                                          |

| Jahr | Anzahl Einwohner | Anmerkungen  |
| ---- | ---------------- | ------------ |
| 2002 | 0515             | meist Russen |
| 2010 | 0440             |              |

### Bürgermeister
- Erwin Moeller, 1915 bis 1945

### Wappen

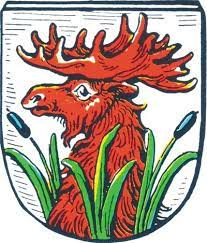
Historisches Wappen

Blasonierung: „In Silber ein aus grünem Röhricht aufragender, roter Elchrumpf.“
In dieser Gegend sind Elche jetzt noch Standwild. Es ist daher nicht verwunderlich, wenn das SIGILLUM CIVITATIS ALLENBERG des 15. Jahrhunderts ein auf welligem Boden schreitendes Elen mit breitschaufeligem Geweih zeigt. Im 17. Jahrhundert setzte man stattdessen einen gewöhnlichen Hirschkopf in die Siegel.

### Druschbinski selski Sowet/okrug 1947–2004
Der Dorfsowjet Druschbinski selski Sowet (ru. Дружбинский сельский Совет) wurde im Juni 1947 zunächst im Rajon Gwardeisk eingerichtet. Im Juli 1947 wurde er dem Rajon Prawdinsk zugeordnet. Nach dem Zerfall der Sowjetunion bestand die Verwaltungseinheit als Dorfbezirk Druschbinski selski okrug (ru. Дружбинский сельский округ). Die sich Ende 2004 noch im Dorfbezirk Druschbinski befindlichen elf Siedlungen wurden im Rahmen der kommunalen Selbstverwaltung dann in die städtische Gemeinde Prawdinskoje gorodskoje posselenije eingegliedert.
| Ortsname                      | Name bis 1947/50              | Bemerkungen |
| ----------------------------- | ----------------------------- | --- |
| Belaja Poljana (Белая Поляна) | Jägersdorf                    | Der Ort wurde 1947 umbenannt und vor 1975 verlassen.                                                                    |
| Bely Jar                      | Eiserwagen                    | Der Ort wurde 1947 umbenannt und gehörte bis vor 1988 zum Dorfsowjet Nowo-Bobruiski.                                    |
| Beresinki (Березинки)         | Schallen                      | Der Ort wurde 1947 umbenannt und vor 1975 verlassen.                                                                    |
| Berjosowo (Берёзово)          | Schönbaum                     | Der Ort wurde 1947 umbenannt und war zunächst in den Dorfsowjet Sewski eingeordnet.                                     |
| Demjanowka (Демьяновка)       | Groß Engelau                  | Der Ort wurde 1947 umbenannt und vor 1975 verlassen.                                                                    |
| Druschba (Дружба)             | Allenburg                     | Verwaltungssitz |
| Fedotowo (Федотово)           | Groß Plauen                   | Der Ort wurde 1947 umbenannt.                                                                                           |
| Ilitschowo (Ильичёво)         | Engelshöhe                    | Der Ort wurde 1950 umbenannt und vor 1975 verlassen.                                                                    |
| Iswilino (Извилино)           | Dettmitten                    | Der Ort wurde 1947 umbenannt.                                                                                           |
| Krasnoje (Красное)            | Schöntritten                  | Der Ort wurde 1950 umbenannt und vor 1975 verlassen.                                                                    |
| Kurortnoje (Курортное)        | Groß Wohnsdorf und Agnesenhof | Der Ort wurde 1950 umbenannt und war zunächst in den Dorfsowjet Sewski eingeordnet.                                     |
| Lugowoje (Луговое)            | Hohenfelde                    | Der Ort wurde 1947 umbenannt und war zunächst in den Dorfsowjet Poretschenski eingeordnet.                              |
| Maiskoje (Майское)            | Kautern                       | Der Ort wurde 1950 umbenannt und vor 1975 verlassen.                                                                    |
| Nowoje (Новое)                | Trimmau                       | Der Ort wurde 1947 umbenannt.                                                                                           |
| Ossipenko (Осипенко)          | Gundau                        | Der Ort wurde 1947 umbenannt und vor 1988 verlassen.                                                                    |
| Owraschnoje (Овражное)        | Wilhelmshöhe                  | Der Ort wurde 1950 umbenannt und war zunächst in den Dorfsowjet Poretschenski eingeordnet. Er wurde vor 1975 verlassen. |
| Pawenkowo (Павенково)         | Klein Engelau                 | Der Ort wurde 1947 umbenannt und vor 1975 verlassen.                                                                    |
| Pessotschnoje (Песочное)      | Althof, Kreis Bartenstein     | Der Ort wurde 1947 umbenannt.                                                                                           |
| Pospelowo (Поспелово)         | Progen                        | Der Ort wurde 1950 umbenannt und vor 1975 verlassen.                                                                    |
| Progress (Прогресс)           | Auglitten                     | Der Ort wurde 1950 umbenannt.                                                                                           |
| Retschnoje (Речное)           | Redden                        | Der Ort wurde 1950 umbenannt und vor 1975 verlassen.                                                                    |
| Rodniki (Родники)             | Leißienen                     | Der Ort wurde 1947 umbenannt und gehörte zunächst zum Dorfsowjet Bolschepoljanski im Rajon Gwardeisk.                   |
| Selzy (Сельцы)                | Königstann und Klein Neumühl  | Der Ort wurde 1950 umbenannt und war zunächst in den Dorfsowjet Sewski eingeordnet. Er wurde vor 1975 verlassen.        |

Die beiden 1950 umbenannten Orte Alexejewka (Hanswalde) und Cholmogorje (Kipitten), die zunächst ebenfalls dem Druschbinski selski Sowet zugeordnet wurden, kamen (vor 1975) zum Poretschenski selski Sowet.

## Verkehr
Durch den Ort verlaufen die Regionalstraße 27A-037 (ex R 514) von Prawdinsk zur Föderalstraße A 229 bei Snamensk und die Kommunalstraße 27K-071 von Jelnjaki an der Regionalstraße 27A-027 (ex R 508) nach Schelesnodoroschny. Ebenfalls an die Regionalstraße 27A-027 schließen die Kommunalstraße 27K-132 in Nowo-Bobruisk und die Kommunalstraße 27K-070 in Gussewo an.
Vor 1945 war der Ort Bahnstation an der Bahnstrecke von Wehlau über Friedland (Ostpreußen) nach Bartenstein und Heilsberg, die nach dem Zweiten Weltkrieg im Abschnitt bis Bartoszyce demontiert wurde.

## Patenstadt
Hoya an der Weser ist seit 1972 die Patenstadt der Allenburger. Festlich begangen wurde 1997 die 25-jährige Patenschaft und auch im Jahr 2000 der 600. Jahrestag der Verleihung der Stadtrechte. Ein Gedenkstein für die 600 Jahre Stadtrechte wurde an der Martinskirche, dem Kulturzentrum von Hoya, aufgestellt und feierlich eingeweiht.

## Sehenswürdigkeiten
Gut erhalten ist die Stadtkirche aus dem 15. Jahrhundert mit ihrem markanten Treppengiebelturm. 1999 wurden zur Erhaltung und Nutzung der Kirche für evangelisch-lutherische Gottesdienste ein Verein und ein kleines Museum gegründet. Nach umfangreichen Sanierungsarbeiten wurde im Juli 2005 ein kleines Museum im Kirchturm und ein Gottesdienstraum für die evangelisch-lutherische Gemeinde eingerichtet. Vom Turm der Kirche besteht eine gute Aussicht über die Umgebung und auf ein auf dem Ostgiebel des Kirchturmes befindliches und benutztes Storchennest.
In Druschba gibt es zwei Schleusen am Masurischen Kanal. Die Schleuse direkt an der Straße nach Bely Jar (Eiserwagen) hat ein großes Ausgleichsbecken. Das Schleusenwärterhaus wurde im Jahr 1921 auf dem Aushub der Schleuse erbaut. Es wurde ab 2002 von einem Ehepaar aus Deutschland restauriert, brannte aber am 2. Februar 2012 infolge eines Kurzschlusses ab. Die zweite Schleuse befindet sich am Ende des Weges in Richtung des früheren Bahnhofs, wo heute ein Kuhstall steht. Diese Schleuse ist noch größer und wesentlich besser erhalten als die Schleuse an der Straße nach Bely Jar; das Schleusenwärterhaus ist allerdings nach dem Krieg zerstört worden.

## Pfarrkirche

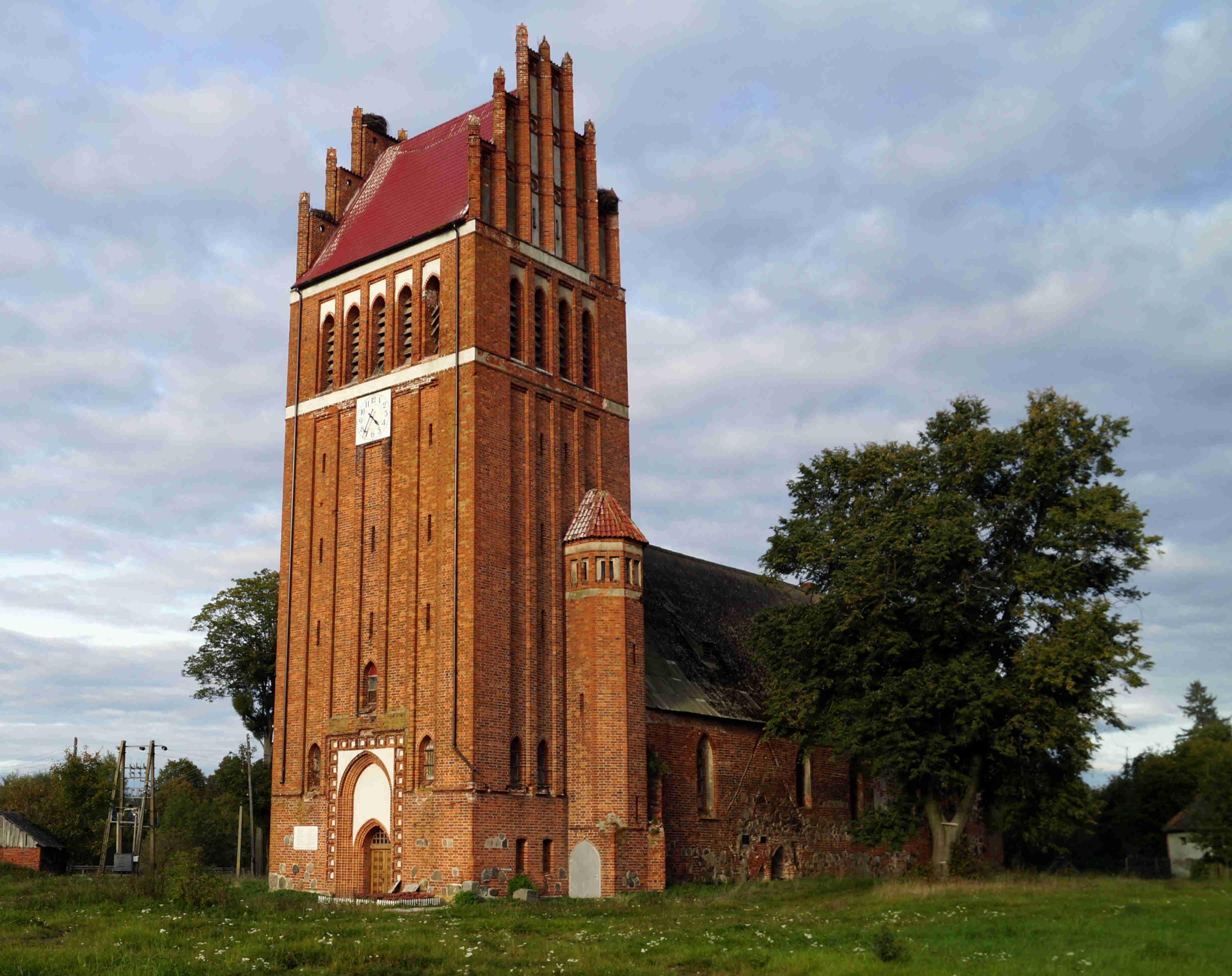
Allenburger Pfarrkirche (2016)

Bis zum Bau der Kirche im Jahr 1405 wurde die Burgkapelle als Gotteshaus genutzt. Anfang des 15. Jahrhunderts begann man mit der Errichtung der Kirche aus Backstein mit dem bemerkenswerten Ostgiebel, allerdings ohne Chor.
Gegen Ende des 15. Jahrhunderts erweiterte man den Saalbau nach Westen. Die Nordseite des Kirchenschiffs war zugleich Stadtmauer. Bei den Kämpfen im Ersten Weltkrieg entstand schwerer Schaden am Gebäude; dabei wurde neben dem Turm auch die 1699 von Johann Josua Mosengel errichtete Orgel mit zwei Manualen und 22 Registern zerstört.
Am 30. August 1925 konnte man die wieder errichtete Kirche erneut einweihen. Der von russischen Truppen gesprengte Turm wurde im neugotischen Stil neuerrichtet und erhöht; vermutlich nach Plänen des Architekten Hugo Häring.
Seit dem Jahr 2005 – im Jahr der Feier des 600-jährigen Bestehens der Kirche – kann diese wieder für Gottesdienste genutzt werden.

### Kirchengemeinde
Die Reformation setzte sich relativ früh in Allenburg durch. Im Jahre 1529 wurde der letzte vorreformatorische Geistliche abgesetzt und am 23. Februar 1529 der erste lutherische Pfarrer bestellt.
Allenburg mit seiner mehrheitlich evangelischen Bevölkerung war bis 1945 Sitz eines weitflächigen Kirchspiels, das zum Kirchenkreis Wehlau innerhalb der Kirchenprovinz Ostpreußen der Kirche der Altpreußischen Union gehörte.
Während der Sowjetzeit konnte kirchliches Leben nicht stattfinden. Erst in den 1990er Jahren sammelten sich vor allem Russlanddeutsche in Druschba. Es entstand eine kleine Gemeinde, die zur Kirchenregion der Auferstehungskirchengemeinde in Kaliningrad (Königsberg (Preußen)) gehört. Sie ist Teil der ebenfalls neu gegründeten Propstei Kaliningrad innerhalb der Evangelisch-Lutherischen Kirche Europäisches Russland (ELKER).

### Kirchspielorte
Zum Kirchspiel Allenburg vor 1945 gehörten 42 Ortschaften, von denen einige heute nicht mehr existieren:
| Name (bis 1946)                    | Russischer Name |  | Name (bis 1946)                  | Russischer Name |  | Name (bis 1946)              | Russischer Name |
| ---------------------------------- | --------------- |  | -------------------------------- | --------------- |  | ---------------------------- | --------------- |
| Allenburg                          | Druschba        |  | Groß Plauen                      | Fedowowo        |  | Neumühl                      | Kostromino      |
| Allenburgsfelde                    |                 |  | Hohen Damerau                    |                 |  | Neusasserei/ Neusaß I und II | Gratschowo      |
| Allenburgshausen                   |                 |  | Harnowen, 1938–1946 Krugdorf     |                 |  | Neuwaldau                    |                 |
| Allendorfshof                      |                 |  | Karlswalde                       | Krupino         |  | Potawern                     | Potapowo        |
| Aue I und II                       |                 |  | Kautern                          | Maiskoje        |  | Progen                       | Pospelowo       |
| Damerau bei Progen                 |                 |  | Klein Mauen                      |                 |  | Redden                       | Retschnoje      |
| Dettmitten                         | Iswilino        |  | Klein Neumühl                    |                 |  | Reichau                      |                 |
| Eichwalde                          | Anochino        |  | Klein Plauen                     | Selzy           |  | Schallen                     |                 |
| Eiserwagen                         | Bely Jar        |  | Koppershagen                     |                 |  | Schönrade                    | Schtscherbinino |
| Elisenthal                         |                 |  | Kortmedien                       | Kostromino      |  | Trilinde                     | Annowka         |
| Ernstwalde Kreis Wehlau            |                 |  | Leißienen                        | Rodniki         |  | Trimmau                      | Nowoje          |
| Friederikenruh                     | Dawydowo        |  | Milchwalde                       |                 |  | Trimmau-Damerau              | Deschnewo       |
| Glashütte Kreis Wehlau             | Dalneje         |  | Muskau                           |                 |  | Wittenberg Kreis Wehlau      |                 |
| Groß Allendorf mit Klein Allendorf | Kostromino      |  | Nagurren, 1938–1946: Freudenfeld | Nowo-Bobruisk   |  | Ziegelhöfchen                | Malachowo       |

### Pfarrer
Seit der Reformationszeit amtierten in Allenburg bis 1945 jeweils zwei Geistliche:
- Johann Laxophorin, ab 1529
- Balthasar Gottshtuer, bis 1537
- Alex Magnus, bis 1546
- L. Tollenburg, 1550–1558
- Johann Sperber, 1562–1575
- Martin Bezelius, ab 1575
- Theodor Siligeneus, ab 1601
- Johann Jungius, 1619–1625
- Andreas Meyer, 1625
- Georg Hintz, 1625–1651
- Johann Röder, 1625–1657
- Georg Frischeisen, 1653–1670
- Johann Friedrich Weißemmel, 1657–1662
- Friedrich Gerholtz, ab 1662
- Georg Bliesner, 1670–1681
- Christoph Moldenhauer, 1666
- Michael Hefter, 1681–1711
- Friedrich Kranich, 1681–1716
- Friedrich Mickeht, 1711–1721
- Johann Ludwig Colbius, 1717–1748
- Michael Freytag, 1721–1737
- Daniel Friedrich Glawe, 1738–1743
- Bernhard Jacob Drenckhan, 1743–1786
- Johann Ernst Henne, 1749–1761
- Johann Gottlieb Schudich, 1761–1773
- Samuel Heinrich Keber, 1773–1777
- Jacob Friedrich Töppen, 1777–1786
- Johann Gottlob Patzig, 1786–1817
- Johann Daniel Schmidt, 1792–1816
- Gottfried Laudien, 1816–1820
- Simon Mäckelburg, 1817–1821
- Karl Wilhelm Ferdinand Bobrik, 1820–1832
- Daniel Samuel Weißemmel, 1822–1838
- Friedrich Adolf Günther, 1833–1845
- Sigismund Erwin Otto von Schäwen, 1838–1866
- Adolf Eduard Treibe, 1846–1892[20]
- August Wolfgang Adalbert Kähler, 1866–1876
- Albert Leonhard H. Wodaege, 1877–1880
- Carl Gustav Marter, 1880–1882
- Otto Meißner, 1884–1885
- August Wilhelm Lucas, 1885–1886
- Josef Grunert, 1887–1906
- Max Zacharias Ebel, 1892–1900
- Alexander Gerhard A. Wormit, 1901–1910
- Richard Bernhard Böhnke, 1907–1910
- Hermann Erich Kramm, 1910–1918
- Georg Wagner, 1911–1914
- Rudolf Erich Sack, 1914–1916
- Georg Kern, 1918–1924
- Georg Luntowski, 1922–1925
- Paul Bendrich, 1925–1927
- Georg Luntowski, 1925–1927
- Otto Rosinski, 1927–1930
- Bruno Adelsberger, 1927–1932
- Friedrich Mickwitz, 1930–1933
- Ernst Daudert, 1935–1940
- Berthold Kröhnert, 1936–1938
- Heinz Paul Albert Reich, 1939–1945
- Alfred Blaesner, 1943–1945
- Michael Klumbies, 1943–1945

## Persönlichkeiten des Ortes

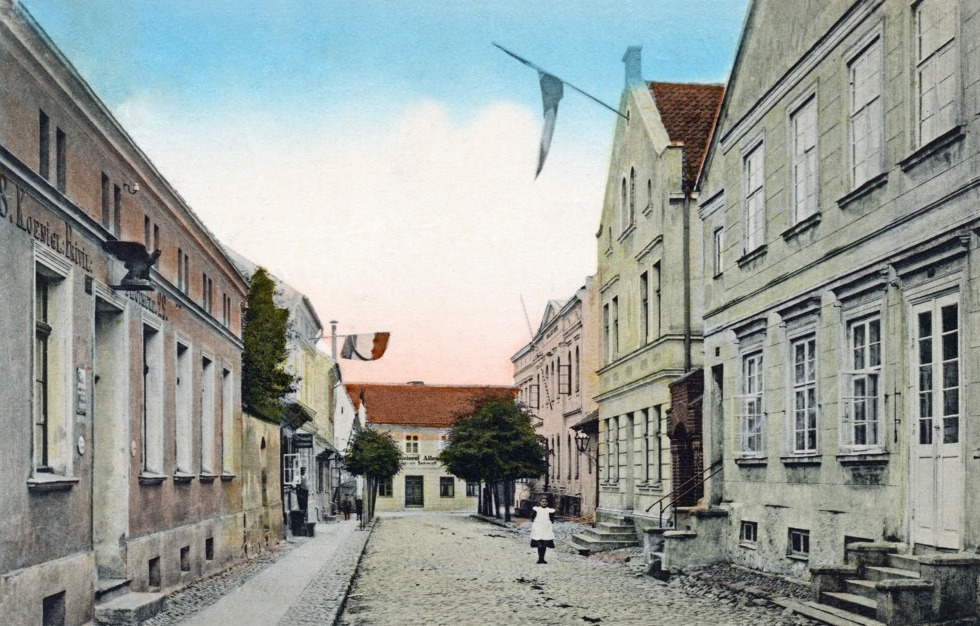
Königsstraße mit dem Königlichen Amtsgericht und der Post (1910)

- Kurt Dieckert (1893–1959), Architekt, Baurat und Offizier; Chronist von Königsbergs Untergang
- Franz von Zychlinski (1816–1900), General der Infanterie
- Hermann Eilsberger (1837–1908), Pfarrer in Königsberg
- Erwin Moeller (1883–1966), Bürgermeister
- Wilhelm von der Osten-Sacken (1769–1846), Generalmajor
- Paul Treibe (1876–1956), Ministerialdirektor im Reichsverkehrsministerium